# 希腊—意大利关系
希意关系指希腊与意大利的双边关系。二戰時期被意大利占領大部份國土(其餘為德國占领)。在现代，两国间的正式外交关系始于1861年意大利统一完成后。两国历史上的渊源有2000多年。
希腊在意大利罗马设有大使馆，在那不勒斯、米兰有2个总领事馆，在威尼斯有领事馆，在的里雅斯特、都灵、安科纳、卡塔尼亚、里窝那、巴里、博洛尼亚、布林迪西、佛罗伦萨、巴勒莫、佩鲁贾有11个名誉领事馆，在热那亚有港口领事馆。意大利在雅典设有大使馆，在亚历山德鲁波利斯、凯法利尼亚、哈尼亚、希俄斯、克基拉岛、科林斯、约阿尼纳、伊拉克利翁、卡瓦拉、拉里萨、帕特雷、罗德岛、塞萨洛尼基、圣托里尼、沃洛斯设有15个名誉领事馆。